# Karl Wilhelm Reinmuth
Karl Wilhelm Reinmuth (Kohlhof, 4 aprile 1892 – Heidelberg, 6 maggio 1979) è stato un astronomo tedesco.

## Biografia
Lungo la sua carriera Reinmuth ha scoperto ben 395 asteroidi del sistema solare, a partire da Sarita, nel 1914; ha svolto il suo lavoro presso l'Osservatorio Landessternwarte Heidelberg-Königstuhl, presso Heidelberg, in Germania, dal 1912 al 1957.
Le sue scoperte principali sono certamente gli asteroidi Copernico, Apollo ed Ermes (due asteroidi Apollo), e numerosi troiani di Giove (Agamennone, Odisseo, Enea, Anchise, Troilo, Aiace, Diomede e Telamonio).
L'asteroide Annafrank, da lui scoperto, è stato in seguito visitato dalla sonda Stardust.
Reinmuth scoprì anche due comete periodiche, la 30P/Reinmuth e la 44P/Reinmuth.
L'asteroide 1111 Reinmuthia, da lui scoperto, porta questo nome in suo onore, e l'asteroide 956 Elisa porta questo nome in onore di sua madre.
Le iniziali dei nomi degli asteroidi fra il 1227 e il 1234, tutti scoperti da Reinmuth, formano il nome dell'astronomo Gustav Stracke, che aveva chiesto che il proprio nome non fosse attribuito ad alcun asteroide, ma che Reinmuth voleva omaggiare ugualmente.

## Scoperte
| Asteroide           | Data della scoperta |
| ------------------- | ------------------- |
| 796 Sarita          | 15 ottobre 1914     |
| 799 Gudula          | 9 marzo 1915        |
| 864 Aase            | 30 settembre 1921   |
| 909 Ulla            | 7 febbraio 1919     |
| 910 Anneliese       | 1º marzo 1919       |
| 911 Agamemnon       | 19 marzo 1919       |
| 913 Otila           | 19 maggio 1919      |
| 918 Itha            | 22 agosto 1919      |
| 920 Rogeria         | 1º settembre 1919   |
| 921 Jovita          | 4 settembre 1919    |
| 922 Schlutia        | 18 settembre 1919   |
| 923 Herluga         | 30 settembre 1919   |
| 924 Toni            | 20 ottobre 1919     |
| 926 Imhilde         | 15 febbraio 1920    |
| 928 Hildrun         | 23 febbraio 1920    |
| 929 Algunde         | 10 marzo 1920       |
| 933 Susi            | 10 febbraio 1927    |
| 935 Clivia          | 7 settembre 1920    |
| 936 Kunigunde       | 8 settembre 1920    |
| 937 Bethgea         | 12 settembre 1920   |
| 938 Chlosinde       | 9 settembre 1920    |
| 939 Isberga         | 4 ottobre 1920      |
| 940 Kordula         | 10 ottobre 1920     |
| 942 Romilda         | 11 ottobre 1920     |
| 943 Begonia         | 20 ottobre 1920     |
| 948 Jucunda         | 3 marzo 1921        |
| 950 Ahrensa         | 1º aprile 1921      |
| 954 Li              | 4 agosto 1921       |
| 955 Alstede         | 5 agosto 1921       |
| 956 Elisa           | 8 agosto 1921       |
| 957 Camelia         | 7 settembre 1921    |
| 958 Asplinda        | 28 settembre 1921   |
| 959 Arne            | 30 settembre 1921   |
| 960 Birgit          | 1º ottobre 1921     |
| 961 Gunnie          | 10 ottobre 1921     |
| 962 Aslög           | 25 ottobre 1921     |
| 963 Iduberga        | 26 ottobre 1921     |
| 968 Petunia         | 24 novembre 1921    |
| 970 Primula         | 29 novembre 1921    |
| 973 Aralia          | 18 marzo 1922       |
| 974 Lioba           | 18 marzo 1922       |
| 979 Ilsewa          | 29 giugno 1922      |
| 983 Gunila          | 30 luglio 1922      |
| 984 Gretia          | 27 agosto 1922      |
| 985 Rosina          | 14 ottobre 1922     |
| 987 Wallia          | 23 ottobre 1922     |
| 994 Otthild         | 18 marzo 1923       |
| 997 Priska          | 12 luglio 1923      |
| 998 Bodea           | 6 agosto 1923       |
| 999 Zachia          | 9 agosto 1923       |
| 1000 Piazzia        | 12 agosto 1923      |
| 1003 Lilofee        | 13 settembre 1923   |
| 1009 Sirene         | 31 ottobre 1923     |
| 1010 Marlene        | 12 novembre 1923    |
| 1011 Laodamia       | 5 gennaio 1924      |
| 1012 Sarema         | 12 gennaio 1924     |
| 1014 Semphyra       | 29 gennaio 1924     |
| 1015 Christa        | 31 gennaio 1924     |
| 1016 Anitra         | 31 gennaio 1924     |
| 1018 Arnolda        | 3 marzo 1924        |
| 1019 Strackea       | 3 marzo 1924        |
| 1020 Arcadia        | 7 marzo 1924        |
| 1023 Thomana        | 25 giugno 1924      |
| 1025 Riema          | 12 agosto 1923      |
| 1026 Ingrid         | 13 agosto 1923      |
| 1035 Amata          | 29 settembre 1924   |
| 1041 Asta           | 22 marzo 1925       |
| 1042 Amazone        | 22 aprile 1925      |
| 1043 Beate          | 22 aprile 1925      |
| 1044 Teutonia       | 10 maggio 1924      |
| 1047 Geisha         | 17 novembre 1924    |
| 1048 Feodosia       | 29 novembre 1924    |
| 1049 Gotho          | 14 settembre 1925   |
| 1050 Meta           | 14 settembre 1925   |
| 1051 Merope         | 16 settembre 1925   |
| 1054 Forsytia       | 20 novembre 1925    |
| 1056 Azalea         | 31 gennaio 1924     |
| 1060 Magnolia       | 13 agosto 1925      |
| 1061 Paeonia        | 10 ottobre 1925     |
| 1063 Aquilegia      | 6 dicembre 1925     |
| 1064 Aethusa        | 2 agosto 1926       |
| 1066 Lobelia        | 1º settembre 1926   |
| 1067 Lunaria        | 9 settembre 1926    |
| 1070 Tunica         | 1º settembre 1926   |
| 1072 Malva          | 4 ottobre 1926      |
| 1076 Viola          | 5 ottobre 1926      |
| 1077 Campanula      | 6 ottobre 1926      |
| 1078 Mentha         | 7 dicembre 1926     |
| 1080 Orchis         | 30 agosto 1927      |
| 1081 Reseda         | 31 agosto 1927      |
| 1082 Pirola         | 28 ottobre 1927     |
| 1083 Salvia         | 26 gennaio 1928     |
| 1085 Amaryllis      | 31 agosto 1927      |
| 1087 Arabis         | 2 settembre 1927    |
| 1091 Spiraea        | 26 febbraio 1928    |
| 1092 Lilium         | 12 gennaio 1924     |
| 1095 Tulipa         | 14 aprile 1926      |
| 1097 Vicia          | 11 agosto 1928      |
| 1100 Arnica         | 22 settembre 1928   |
| 1101 Clematis       | 22 settembre 1928   |
| 1104 Syringa        | 9 gennaio 1928      |
| 1105 Fragaria       | 1º gennaio 1929     |
| 1106 Cydonia        | 5 febbraio 1929     |
| 1108 Demeter        | 31 maggio 1929      |
| 1109 Tata           | 5 febbraio 1929     |
| 1111 Reinmuthia     | 11 febbraio 1927    |
| 1119 Euboea         | 27 ottobre 1927     |
| 1126 Otero          | 11 gennaio 1929     |
| 1130 Skuld          | 2 settembre 1929    |
| 1131 Porzia         | 10 settembre 1929   |
| 1138 Attica         | 22 novembre 1929    |
| 1142 Aetolia        | 24 gennaio 1930     |
| 1143 Odysseus       | 28 gennaio 1930     |
| 1144 Oda            | 28 gennaio 1930     |
| 1150 Achaia         | 2 settembre 1929    |
| 1151 Ithaka         | 8 settembre 1929    |
| 1152 Pawona         | 8 gennaio 1930      |
| 1154 Astronomia     | 8 febbraio 1927     |
| 1155 Aënna          | 26 gennaio 1928     |
| 1156 Kira           | 22 febbraio 1928    |
| 1157 Arabia         | 31 agosto 1929      |
| 1159 Granada        | 2 settembre 1929    |
| 1160 Illyria        | 9 settembre 1929    |
| 1161 Thessalia      | 29 settembre 1929   |
| 1162 Larissa        | 5 gennaio 1930      |
| 1163 Saga           | 20 gennaio 1930     |
| 1164 Kobolda        | 19 marzo 1930       |
| 1172 Äneas          | 17 ottobre 1930     |
| 1173 Anchises       | 17 ottobre 1930     |
| 1174 Marmara        | 17 ottobre 1930     |
| 1175 Margo          | 17 ottobre 1930     |
| 1180 Rita           | 9 aprile 1931       |
| 1182 Ilona          | 3 marzo 1927        |
| 1183 Jutta          | 22 febbraio 1930    |
| 1184 Gaea           | 5 settembre 1926    |
| 1187 Afra           | 6 dicembre 1929     |
| 1198 Atlantis       | 7 settembre 1931    |
| 1200 Imperatrix     | 14 settembre 1931   |
| 1201 Strenua        | 14 settembre 1931   |
| 1204 Renzia         | 6 ottobre 1931      |
| 1205 Ebella         | 6 ottobre 1931      |
| 1206 Numerowia      | 18 ottobre 1931     |
| 1207 Ostenia        | 15 novembre 1931    |
| 1208 Troilus        | 31 dicembre 1931    |
| 1209 Pumma          | 22 aprile 1927      |
| 1216 Askania        | 29 gennaio 1932     |
| 1218 Aster          | 29 gennaio 1932     |
| 1220 Crocus         | 11 febbraio 1932    |
| 1223 Neckar         | 6 ottobre 1931      |
| 1227 Geranium       | 5 ottobre 1931      |
| 1228 Scabiosa       | 5 ottobre 1931      |
| 1229 Tilia          | 9 ottobre 1931      |
| 1230 Riceia         | 9 ottobre 1931      |
| 1231 Auricula       | 10 ottobre 1931     |
| 1232 Cortusa        | 10 ottobre 1931     |
| 1233 Kobresia       | 10 ottobre 1931     |
| 1234 Elyna          | 18 ottobre 1931     |
| 1235 Schorria       | 18 ottobre 1931     |
| 1249 Rutherfordia   | 4 novembre 1932     |
| 1250 Galanthus      | 25 gennaio 1933     |
| 1251 Hedera         | 25 gennaio 1933     |
| 1253 Frisia         | 9 ottobre 1931      |
| 1256 Normannia      | 8 agosto 1932       |
| 1257 Móra           | 8 agosto 1932       |
| 1258 Sicilia        | 8 agosto 1932       |
| 1259 Ógyalla        | 29 gennaio 1933     |
| 1260 Walhalla       | 29 gennaio 1933     |
| 1272 Gefion         | 10 ottobre 1931     |
| 1273 Helma          | 8 agosto 1932       |
| 1275 Cimbria        | 30 novembre 1932    |
| 1284 Latvia         | 27 luglio 1933      |
| 1297 Quadea         | 7 gennaio 1934      |
| 1298 Nocturna       | 7 gennaio 1934      |
| 1302 Werra          | 28 settembre 1924   |
| 1304 Arosa          | 21 maggio 1928      |
| 1308 Halleria       | 12 marzo 1931       |
| 1311 Knopfia        | 24 marzo 1933       |
| 1317 Silvretta      | 1º settembre 1935   |
| 1322 Coppernicus    | 15 giugno 1934      |
| 1334 Lundmarka      | 16 luglio 1934      |
| 1335 Demoulina      | 7 settembre 1934    |
| 1346 Gotha          | 5 febbraio 1929     |
| 1370 Hella          | 31 agosto 1935      |
| 1371 Resi           | 31 agosto 1935      |
| 1372 Haremari       | 31 agosto 1935      |
| 1382 Gerti          | 21 gennaio 1925     |
| 1395 Aribeda        | 16 luglio 1936      |
| 1399 Teneriffa      | 23 agosto 1936      |
| 1402 Eri            | 16 luglio 1936      |
| 1404 Ajax           | 17 agosto 1936      |
| 1408 Trusanda       | 23 novembre 1936    |
| 1409 Isko           | 8 gennaio 1937      |
| 1410 Margret        | 8 gennaio 1937      |
| 1411 Brauna         | 8 gennaio 1937      |
| 1417 Walinskia      | 1º aprile 1937      |
| 1419 Danzig         | 5 settembre 1929    |
| 1420 Radcliffe      | 14 settembre 1931   |
| 1422 Strömgrenia    | 23 agosto 1936      |
| 1435 Garlena        | 23 novembre 1936    |
| 1437 Diomedes       | 3 agosto 1937       |
| 1438 Wendeline      | 11 ottobre 1937     |
| 1439 Vogtia         | 11 ottobre 1937     |
| 1440 Rostia         | 11 ottobre 1937     |
| 1443 Ruppina        | 29 dicembre 1937    |
| 1457 Ankara         | 3 agosto 1937       |
| 1466 Mündleria      | 31 maggio 1938      |
| 1469 Linzia         | 19 agosto 1938      |
| 1481 Tübingia       | 7 febbraio 1938     |
| 1482 Sebastiana     | 20 febbraio 1938    |
| 1485 Isa            | 28 luglio 1938      |
| 1487 Boda           | 17 novembre 1938    |
| 1502 Arenda         | 17 novembre 1938    |
| 1528 Conrada        | 10 febbraio 1940    |
| 1553 Bauersfelda    | 13 gennaio 1940     |
| 1556 Wingolfia      | 14 gennaio 1942     |
| 1557 Roehla         | 14 gennaio 1942     |
| 1561 Fricke         | 15 febbraio 1941    |
| 1562 Gondolatsch    | 9 marzo 1943        |
| 1587 Kahrstedt      | 25 marzo 1933       |
| 1611 Beyer          | 17 febbraio 1950    |
| 1612 Hirose         | 23 gennaio 1950     |
| 1624 Rabe           | 9 ottobre 1931      |
| 1628 Strobel        | 11 settembre 1923   |
| 1632 Sieböhme       | 26 febbraio 1941    |
| 1635 Bohrmann       | 7 marzo 1924        |
| 1636 Porter         | 23 gennaio 1950     |
| 1642 Hill           | 4 settembre 1951    |
| 1643 Brown          | 4 settembre 1951    |
| 1645 Waterfield     | 24 luglio 1933      |
| 1650 Heckmann       | 11 ottobre 1937     |
| 1662 Hoffmann       | 11 settembre 1923   |
| 1665 Gaby           | 27 febbraio 1930    |
| 1668 Hanna          | 24 luglio 1933      |
| 1669 Dagmar         | 7 settembre 1934    |
| 1673 van Houten     | 11 ottobre 1937     |
| 1674 Groeneveld     | 7 febbraio 1938     |
| 1682 Karel          | 2 agosto 1949       |
| 1691 Oort           | 9 settembre 1956    |
| 1704 Wachmann       | 7 marzo 1924        |
| 1706 Dieckvoss      | 5 ottobre 1931      |
| 1716 Peter          | 4 aprile 1934       |
| 1719 Jens           | 17 febbraio 1950    |
| 1720 Niels          | 7 febbraio 1935     |
| 1726 Hoffmeister    | 24 luglio 1933      |
| 1732 Heike          | 9 marzo 1943        |
| 1739 Meyermann      | 15 agosto 1939      |
| 1742 Schaifers      | 7 settembre 1934    |
| 1749 Telamon        | 23 settembre 1949   |
| 1750 Eckert         | 15 luglio 1950      |
| 1759 Kienle         | 11 settembre 1942   |
| 1782 Schneller      | 6 ottobre 1931      |
| 1785 Wurm           | 15 febbraio 1941    |
| 1814 Bach           | 9 ottobre 1931      |
| 1815 Beethoven      | 27 gennaio 1932     |
| 1818 Brahms         | 15 agosto 1939      |
| 1820 Lohmann        | 2 agosto 1949       |
| 1823 Gliese         | 4 settembre 1951    |
| 1825 Klare          | 31 agosto 1954      |
| 1849 Kresák         | 14 gennaio 1942     |
| 1850 Kohoutek       | 23 marzo 1942       |
| 1862 Apollo         | 24 aprile 1932      |
| 1880 McCrosky       | 13 gennaio 1940     |
| 1881 Shao           | 3 agosto 1940       |
| 1913 Sekanina       | 22 settembre 1928   |
| 1941 Wild           | 6 ottobre 1931      |
| 1944 Günter         | 14 settembre 1925   |
| 1950 Wempe          | 23 marzo 1942       |
| 1968 Mehltretter    | 29 gennaio 1932     |
| 1985 Hopmann        | 13 gennaio 1929     |
| 1990 Pilcher        | 9 marzo 1956        |
| 2018 Schuster       | 17 ottobre 1931     |
| 2022 West           | 7 febbraio 1938     |
| 2057 Rosemary       | 7 settembre 1934    |
| 2097 Galle          | 11 agosto 1953      |
| 2136 Jugta          | 24 luglio 1933      |
| 2137 Priscilla      | 24 agosto 1936      |
| 2157 Ashbrook       | 7 marzo 1924        |
| 2158 Tietjen        | 24 luglio 1933      |
| 2181 Fogelin        | 28 dicembre 1942    |
| 2214 Carol          | 7 aprile 1953       |
| 2235 Vittore        | 5 aprile 1924       |
| 2236 Austrasia      | 23 marzo 1933       |
| 2248 Kanda          | 27 febbraio 1933    |
| 2249 Yamamoto       | 6 aprile 1942       |
| 2278 Götz           | 7 aprile 1953       |
| 2290 Helffrich      | 14 febbraio 1932    |
| 2306 Bauschinger    | 15 agosto 1939      |
| 2346 Lilio          | 5 febbraio 1934     |
| 2358 Bahner         | 2 settembre 1929    |
| 2359 Debehogne      | 5 ottobre 1931      |
| 2391 Tomita         | 9 gennaio 1957      |
| 2414 Vibeke         | 18 ottobre 1931     |
| 2444 Lederle        | 5 febbraio 1934     |
| 2453 Wabash         | 30 settembre 1921   |
| 2465 Wilson         | 2 agosto 1949       |
| 2485 Scheffler      | 29 gennaio 1932     |
| 2500 Alascattalo    | 2 aprile 1926       |
| 2537 Gilmore        | 4 settembre 1951    |
| 2560 Siegma         | 14 febbraio 1932    |
| 2572 Annschnell     | 17 febbraio 1950    |
| 2591 Dworetsky      | 2 agosto 1949       |
| 2615 Saito          | 4 settembre 1951    |
| 2623 Zech           | 22 settembre 1919   |
| 2637 Bobrovnikoff   | 22 settembre 1919   |
| 2652 Yabuuti        | 7 aprile 1953       |
| 2664 Everhart       | 7 settembre 1934    |
| 2676 Aarhus         | 25 agosto 1933      |
| 2749 Walterhorn     | 11 ottobre 1937     |
| 2806 Graz           | 7 aprile 1953       |
| 2824 Franke         | 4 febbraio 1934     |
| 2855 Bastian        | 10 ottobre 1931     |
| 2856 Röser          | 14 aprile 1933      |
| 2879 Shimizu        | 14 febbraio 1932    |
| 2896 Preiss         | 15 settembre 1931   |
| 2897 Ole Römer      | 5 febbraio 1932     |
| 2942 Cordie         | 29 gennaio 1932     |
| 2943 Heinrich       | 25 agosto 1933      |
| 2944 Peyo           | 31 agosto 1935      |
| 2957 Tatsuo         | 5 febbraio 1934     |
| 3008 Nojiri         | 17 novembre 1938    |
| 3020 Naudts         | 2 agosto 1949       |
| 3035 Chambers       | 7 marzo 1924        |
| 3144 Brosche        | 10 ottobre 1931     |
| 3183 Franzkaiser    | 2 agosto 1949       |
| 3219 Komaki         | 4 febbraio 1934     |
| 3227 Hasegawa       | 24 febbraio 1928    |
| 3263 Bligh          | 5 febbraio 1932     |
| 3264 Bounty         | 7 gennaio 1934      |
| 3265 Fletcher       | 9 novembre 1953     |
| 3289 Mitani         | 7 settembre 1934    |
| 3295 Murakami       | 17 febbraio 1950    |
| 3370 Kohsai         | 4 febbraio 1934     |
| 3379 Oishi          | 6 ottobre 1931      |
| 3383 Koyama         | 9 gennaio 1951      |
| 3404 Hinderer       | 4 febbraio 1934     |
| 3415 Danby          | 22 settembre 1928   |
| 3416 Dorrit         | 8 novembre 1931     |
| 3417 Tamblyn        | 1º aprile 1937      |
| 3425 Hurukawa       | 29 gennaio 1929     |
| 3426 Seki           | 5 febbraio 1932     |
| 3440 Stampfer       | 17 febbraio 1950    |
| 3446 Combes         | 12 marzo 1942       |
| 3473 Sapporo        | 7 marzo 1924        |
| 3500 Kobayashi      | 18 settembre 1919   |
| 3555 Miyasaka       | 6 ottobre 1931      |
| 3569 Kumon          | 20 febbraio 1938    |
| 3644 Kojitaku       | 5 ottobre 1931      |
| 3682 Welther        | 12 luglio 1923      |
| 3707 Schröter       | 5 febbraio 1934     |
| 3722 Urata          | 29 ottobre 1927     |
| 3745 Petaev         | 23 settembre 1949   |
| 3790 Raywilson      | 26 ottobre 1937     |
| 3911 Otomo          | 31 agosto 1940      |
| 3937 Bretagnon      | 14 marzo 1932       |
| 3938 Chapront       | 2 agosto 1949       |
| 3939 Huruhata       | 7 aprile 1953       |
| 3957 Sugie          | 24 luglio 1933      |
| 4001 Ptolemaeus     | 2 agosto 1949       |
| 4002 Shinagawa      | 14 maggio 1950      |
| 4417 Lecar          | 8 aprile 1931       |
| 4418 Fredfranklin   | 9 ottobre 1931      |
| 4419 Allancook      | 24 aprile 1932      |
| 4421 Kayor          | 14 gennaio 1942     |
| 4589 McDowell       | 24 luglio 1933      |
| 4615 Zinner         | 13 settembre 1923   |
| 4647 Syuji          | 9 ottobre 1931      |
| 4648 Tirion         | 18 ottobre 1931     |
| 4650 Mori           | 5 ottobre 1950      |
| 4723 Wolfgangmattig | 11 ottobre 1937     |
| 4808 Ballaero       | 21 gennaio 1925     |
| 4849 Ardenne        | 17 agosto 1936      |
| 4910 Kawasato       | 11 agosto 1953      |
| 4979 Otawara        | 2 agosto 1949       |
| 5072 Hioki          | 9 ottobre 1931      |
| 5152 Labs           | 18 ottobre 1931     |
| 5494 Johanmohr      | 19 ottobre 1933     |
| 5532 Ichinohe       | 14 febbraio 1932    |
| 5535 Annefrank      | 23 marzo 1942       |
| 5657 Groombridge    | 28 agosto 1936      |
| 5658 Clausbaader    | 17 febbraio 1950    |
| 5703 Hevelius       | 15 novembre 1931    |
| 5704 Schumacher     | 17 febbraio 1950    |
| 6260 Kelsey         | 2 agosto 1949       |
| 6808 Plantin        | 5 febbraio 1932     |
| 6809 Sakuma         | 20 febbraio 1938    |
| 7042 Carver         | 24 marzo 1933       |
| 7103 Wichmann       | 7 aprile 1953       |
| 7449 Döllen         | 21 agosto 1949      |
| 7542 Johnpond       | 7 aprile 1953       |
| 11434 Lohnert       | 10 ottobre 1931     |
| (11435) 1931 UB     | 17 ottobre 1931     |
| 13473 Hokema        | 7 aprile 1953       |
| (30717) 1937 UD     | 26 ottobre 1937     |
| 32730 Lamarr        | 4 settembre 1951    |
| 69230 Hermes        | 28 ottobre 1937     |

## Opere
- Die Herschel-Nebel, De Gruyter, Berlin 1926
- Katalog von 6.500 genauen photographischen Positionen kleiner Planeten, Braun, Karlsruhe 1953